# Sambuco
El sambuco es un instrumento de cuerdas inventado en la Siria por Samlices y según opinión de Suidas, por Ibico. 
Ataneo dice que el sambuco era un instrumento agudo compuesto de cuatro cuerdas y Porfiro afirma que su forma era triangular y sus cuerdas de diferente longitud. Esto coincide con la opinión de los que creen que tenía la figura del arpa. La Sagrada Escritura habla del Sambuco como de otro de los instrumentos que usaron los hebreos y esto da lugar a creer que era del género del arpa muy usada entre ellos no obstante se lee en San Gerónimo y San Isidoro que el sambuco se tenía por instrumento de viento hecho de un tronco de saúco llamado en latín Sambucus.